# Marie de Hautefort
Marie de Hautefort (1616. január 7. – 1691. augusztus 1.) francia nemesasszony, udvarhölgy.

## Élete
Ausztriai Anna francia királyné mellett szolgált mint udvarhölgy. 1630 és 1639 között XIII. Lajos francia király egyik legfőbb és leghűségesebb bizalmasa s politikai tanácsadója volt, de a korabeli források szerint nem volt köztük szexuális kapcsolat, csupán jóbaráti viszony. (Állítólag csak Marie-n múlott, hogy mégsem került intim közelségbe a királlyal.)
1635-ben Richelieu bíboros elérte, hogy Marie helyett Louise de La Fayette udvarhölgy lett a király kedvence.
Charles de Schomberg 1646-ban nőül vette Marie-t. Gyermekük nem született.